# La Rochette (Savoie)
La Rochette korábbi község (település) Franciaországban, Savoie megyében. 2019. január 1-jén Étable községgel egyesült és Valgelon-La Rochette új község része lett.
Lakosainak száma 3747 fő (2018. január 1.). La Rochette Arvillard, La Croix-de-la-Rochette, Détrier, Étable, Presle, Rotherens, Saint-Pierre-de-Soucy és Villaroux községekkel határos.

## Népesség
A település népességének változása:
| Lakosok száma | 3692 | 3694 | 3789 | 3709 | 3747 |
|               | 2013 | 2015 | 2016 | 2017 | 2018 |